# 罗贝尔-弗朗索瓦·达米安
罗贝尔-弗朗索瓦·达米安（法語：Robert-François Damiens，法語發音：[ʁɔbɛʁ fʁɑ̃swa damjɛ̃]；1715年1月9日—1757年3月28日），法国人，曾于1757年试图行刺法国国王路易十五。
达米安是一位看門人的兒子，之後承襲父業成為一位家僕，卻因偷竊行為多次被雇主解僱。1757年1月5日，他于凡尔赛在路易十五将要乘坐马车之际，对其行刺。虽然路易仅受轻伤，但這起事件卻給法國天主教會下兩個對立派別耶稣会和詹森主义带来了很多政治影响。许多人指控达米安是一位反对王室的耶稣会成员，然而也有人懷疑其是國會派的人，國會因為支持詹森主義而與國王對立。然而，政府没有证据证明达米安的疯狂行为涉及一场阴谋。
达米安被判为弑君罪，于巴黎的格列夫广场（今市政厅广场）以车裂处死，行刑者为夏尔·亨利·桑松。在法國哲學家傅柯的著作《監視與懲罰》中，达米安受刑的過程被詳細記載及研究。